# Disporella novaehollandiae
Disporella novaehollandiae är en mossdjursart som först beskrevs av d'Orbigny 1853.  Disporella novaehollandiae ingår i släktet Disporella och familjen Lichenoporidae. Inga underarter finns listade i Catalogue of Life.